# Gustavus von Tempsky
Gustavus Ferdinand von Tempsky (ur. 15 lutego 1828 w Braunsbergu w Prusach Wschodnich – obecnie Braniewo w województwie warmińsko-mazurskim, zm. 7 września 1868 w Nowej Zelandii) – pruski szlachcic z rodu o polskich korzeniach, żołnierz, poszukiwacz przygód, artysta i korespondent gazet. Jedna z najbarwniejszych postaci w historii XIX-wiecznej Nowej Zelandii. Jego imieniem nazwano park narodowy oraz ulice w stołecznym Wellington i innych miastach.

## Życiorys
Urodził się w szlacheckiej rodzinie pruskiej o korzeniach polskich, mieszkającej w Prusach Wschodnich, ale dorastał w Legnicy. Ukończył wojskowe szkoły kadetów w Poczdamie i Berlinie. W 1846 r. po zaledwie 9 miesiącach służby w armii pruskiej zwolnił się i wyjechał na Wybrzeże Moskitów w Ameryce Środkowej (wybrzeże dzisiejszych Hondurasu i Nikaragui). Tam szkolił miejscowych Indian w służbie brytyjskiej, poznając zasady walki w dżungli. W 1850 r. poszukiwał kruszcu podczas gorączki złota w Kalifornii. W latach 1853–1855 odbył liczącą 3000 mil podróż przez Meksyk, Gwatemalę i Salwador, z której w 1858 roku w Londynie opublikował tom wspomnień pod tytułem „Mitla”. Jeszcze w 1855 roku poślubił Emelię Ross Bell, z którą miał trójkę dzieci, dwóch synów i córkę. Kolejno przenosił się z rodziną do Szkocji, potem Australii, by ostatecznie w 1862 r. osiąść w Nowej Zelandii.
W Nowej Zelandii początkowo poszukiwał złota, a następnie był korespondentem gazety. W 1863 roku wybuchła kolejna wojna między kolonistami i plemionami maoryskimi. Tempsky natychmiast nawiązał kontakt z Williamem Jacksonem, twórcą oddziału Forest Rangers, jednostki przeznaczonej do walki w lasach Nowej Zelandii z Maorysami. Szybko wykorzystał swoje wojskowe wykształcenie i doświadczenie z walk w dżungli. Od 1863 r. dowodził kompanią, a od 1865 r. całym oddziałem Forest Rangers. W 1863 r. otrzymał brytyjskie obywatelstwo. Kolejno awansując dosłużył się stopnia majora i wziął udział w wielu kampaniach przeciwko Maorysom. Wykazywał się niezwykłą odwagą i umiejętnościami walk nieregularnych. Przez swoich ludzi nazywany był „Von” lub „Prusak”, a wśród wrogich Maorysów, wojowników słynących z odwagi, zyskał chwalebny przydomek „Manu-Rau” (Ptak, który doleci wszędzie). Podczas służby tworzył też wiele akwareli ukazujących krajobrazy oraz życie ówczesnej Nowej Zelandii. Zginął w bitwie z plemieniem HauHau w 1868 r.
W Nowej Zelandii do dziś krąży legenda, że Maorysi zjedli ciało okazując w ten sposób szacunek poległemu Gustavowi von Tempsky’emu i do dziś odmawiają przekazania informacji o miejscu pochówku jego kości. Inna wiarygodniejsza wersja głosi, że praktykujący kanibalizm Maorysi z szacunku wobec majora von Tempsky’ego oszczędzili go i skremowali zwłoki w stosie pogrzebowym.

## Publikacje
- Mitla. Narrative of incidents and personal adventures on a journey in Mexico, Guatemala, and Salvador in the years 1853 or 1855. London 1858.